# Mellicta barnumi
Mellicta barnumi är en fjärilsart som beskrevs av Félix Dujardin 1948. Mellicta barnumi ingår i släktet Mellicta och familjen praktfjärilar. Inga underarter finns listade i Catalogue of Life.